# Hahake
Hahake (est) és un districte de Wallis i Futuna, dins l'illa Wallis. Té 27,8 kilòmetres quadrats i 3.950 habitants segons el cens de 2003. La capital és Matāʻutu. El districte més important, ja que hi ha l'administració territorial, el Palau Reial del regne d'Uvea, la capital i les oficines administratives. Altres llogarrets del districte són Ahoa, Aka'aka, Liku, Falaleu i Ha'afuasia. També pertanyen al districte les illes Nukuhifala, Fugalei i Luaniva.